# 徳島県信用農業協同組合連合会
徳島県信用農業協同組合連合会（とくしまけんしんようのうぎょうきょうどうくみあいれんごうかい）は、徳島県徳島市北佐古一番町の徳島県JA会館に本所を置く、徳島県内の農業協同組合の信用事業を統括する県域農協系金融機関。

## 概要
県内農業協同組合を会員とする。通称は「JA徳島信連」または「JAバンク徳島」。統一金融機関コードは3036。主に法人顧客を中心としており、個人取引はほとんどない。

## 沿革
- 1948年（昭和23年）8月13日 - 設立。

## 店舗所在地
- 本所（001） / 徳島県徳島市北佐古一番町5-12 徳島県農協会館内